# Citharinops distichodoides
Citharinops distichodoides är en fiskart som först beskrevs av Pellegrin, 1919.  Citharinops distichodoides ingår i släktet Citharinops och familjen Citharinidae.

## Underarter
Arten delas in i följande underarter:
- C. d. distichodoides
- C. d. thomasi